# Poem Field
 (décembre 2017).

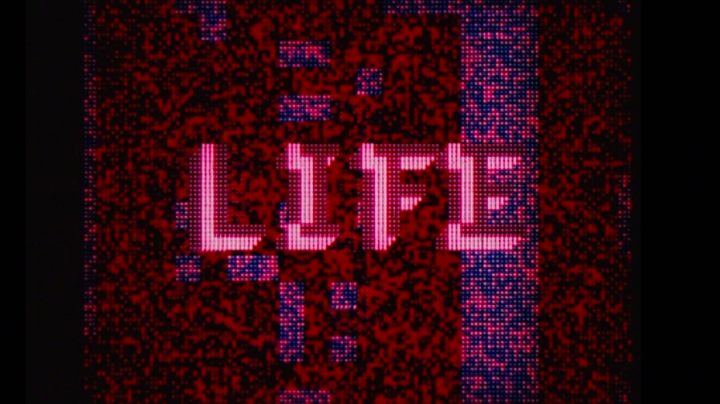

Poem Field est une série d'œuvres d'art numérique les plus significatives de la carrière de l'artiste Stan Vanderbeek, réalisée entre 1966 et 1971. C'est une composition artistique de huit films d'animation distincts générés par ordinateur.

## Poem Fieldno2

### Analyse d'œuvre
- Si vous ne connaissez pas le sujet, laissez ce bandeau (vous pouvez alors contacter les auteurs).
- Si vous supprimez le contenu mis en cause (vous pouvez préalablement contacter les auteurs),

argumentez précisément cette suppression dans la page de discussion
(un manque de référence n'est pas un argument ; une recherche réelle de référence doit avoir été effectuée, être formellement documentée).
Deuxième œuvre de la série numérique de l'artiste, Poem Field no 2 a été réalisée en collaboration avec le programmeur Ken Kwolton au Bell Labs à la fin des années 1960, en utilisant le programme informatique « BEFLIX » (Bell Labs Flicks) développé par Knowlton, afin d’accéder à la création d’animation abstraite innovatrice produite instantanément par ordinateur. Poem Field avait donc permis à l’artiste de se faire quelques expériences avec le langage informatique. Les ordinateurs et la vidéo ont permis à l’artiste de développer de nouvelles venues pour connecter l’expérience humaine avec des images et ainsi créer une perception nouvelle de l’environnement numérique. En explorant les graphismes d’ordinateur par l’intermédiaire du programme BEFLIX, Stan Vanderbeek crée Poem Field no 2 avec la combinaison de ses poèmes écrits et la combinaison d'illustrations générées numériquement allant à des mosaïques monochromes en mouvement à des groupes de motif géométrique en répétitions qui rappellent étrangement la structure du labyrinthe du célèbre jeu Pac-Man, seulement plus détaillée et texturée. On saisit rapidement la prédisposition de l'ordinateur pour des motifs de forme fractale complexes et vertigineux qui tournent en spirale à travers l'écran pour se dissoudre rapidement en rien.
Pourtant, dans Poem Field no 2 (1966), il y a quelque chose de chaud, de drôle, de gracieux et d'ouvert.
Dans ses animations, nous voyons la puissance naissante de l'informatique et son inclinaison vers l'ordre, les systèmes et la répétabilité (une courbe qui s'intègre bien avec les œuvres d'art systématiques de la même période). Mais nous avons aussi un aperçu de ce qu'il a vu : l'ordinateur comme une merveilleuse extension du cerveau humain, l’ordinateur en tant qu’outil qui n'a pas d'esprit propre, mais qui reflète notre pensée créative à travers son dispositif visuel. L’œuvre est très colorée, avec des textures intégrales ou des formes ressemblant à des mandalas. Les mots sont souvent analysés une à la fois, accompagnés de formes géométriques ou de lavages de pixels qui construisent et répètent ou balaient simplement les mots dans une cascade de motifs. L'expérience de regarder cela, dans une pièce sombre, est une ruée kaléidoscopique. Les champs de couleur bloqués clignotent en changeant brusquement de motifs abstraits. Des mots énigmatiques et des conjonctions partielles résolvent hors du champ amorphe ; « Clock », « Life », « Apart », « living », avant de se dissoudre dans une mosaïque de dédifférenciation. La représentation linguistique et picturale se déplace et fusionne lorsque les mots s'échappent dans ce que nous appelons maintenant la pixilation ou le bruit numérique. La couleur est psychédélique et la présentation est cinématique. Mais cette œuvre est, plus ou moins, étiqueté comme un poème numérique.

### Poème
« Similar like clock to tick
We pick life out or apart
Seeming to see part
Separate things together
So you say
It would seem life..like...living
But...we always suspect..it... »